# در این جهان
در این جهان (به انگلیسی: In This World) فیلمی‌است به کارگردانی مایکل وینترباتم فیلم‌ساز بریتانیایی که ماجرای مهاجرت دو جوان افغان به نام جمال‌الدین و عنایت‌الله را از افغانستان به بریتانیا نمایش می‌دهد.

## خلاصهٔ دستان
در فوریه سال ۲۰۰۲ نزدیک به ۵۳۰۰۰ پناهنده در اردوگاه «شامشاتو» در مرز غربی پاکستان از زمان حمله شوروی سابق در سال ۱۹۷۹ و حمله آمریکا در شرایط بسیار بدی زندگی می‌کنند. خانواده افغان «عنایت» و پسرعمویش «جمال» تصمیم می‌گیرند آنها را به‌طور غیرقانونی به لندن بفرستند تا زندگی بهتری به دست بیاورند و…